# ホワイト・ボイス
『ホワイト・ボイス』（原題:Sorry to Bother You）は2018年にアメリカ合衆国で公開されたコメディ映画である。監督はブーツ・ライリー、主演はラキース・スタンフィールドが務めた。本作はライリーの監督デビュー作である。
本作は日本国内で劇場公開されなかったが、Amazonプライム・ビデオなどでの配信が行われている。

## 概略
カリフォルニア州オークランド。カシアス・グリーン（キャッシュ）は叔父の家の車庫を家代わりに暮らしながら職探しを続けていた。やっとの思いで電話営業の職に就くことができたが、黒人特有のアクセントが原因で客の獲得に難儀する羽目となった。しかし、白人特有のアクセントを習得したことで、キャッシュは営業成績トップに躍り出ることができた。瞬く間に成功者への階段を駆け上がることになったキャッシュだったが、その成功が原因で恋人のデトロイトとの関係が悪化することとなった。デトロイトは最低賃金の職で糊口をしのぐ傍ら、バンクシー風の芸術家集団の一員として活動していたのである。その芸術家集団はキャッシュの会社を標的として抗議活動を行っていた。
そんなある日、キャッシュは会社の社長を務めるスティーヴ・リフトに面会する機会を得た。リフトはコカインと乱交に明け暮れる日々を送っており、とてもまともな人間には見えなかった。やがて、キャッシュは会社が巨悪に加担していることを知るが、彼は引き返すにはもう遅すぎる地点にいた。

## キャスト
※日本語吹き替え版ははIYUNO-SDI GROUP／IYUNO STUDIOSによる製作である。
- ラキース・スタンフィールド - カシアス・グリーン（キャッシュ）（林勇）
  - デヴィッド・クロス - キャッシュの白人風の声（保村真）
  - マハリ・クラウン - キャッシュの偽物
- テッサ・トンプソン - デトロイト（沢城みゆき）
  - リリー・ジェームズ - デトロイトの白人風の声
- ジャーメイン・フォーラー - サラヴァドール（中務貴幸）
- オマリ・ハードウィック - ミスター・ブランク（中野泰佑）
  - パットン・オズワルト - ブランクの白人風の声 （江越彬紀）
- テリー・クルーズ - セルジオ・グリーン
- ダニー・グローヴァー - ラングストン（大下昌之）
- スティーヴン・ユァン - ならず者（増元拓也）
- アーミー・ハマー - スティーヴ・リフト（中谷一博）
- ケイト・バーラント - ダイアナ・ディバーチェリー (杏寺円花)
- マイケル・X・ソマーズ - ジョニー（関口雄吾）
- ロバート・ロングストリート - アンダーソン（片山公輔）
- フォレスト・ウィテカー - デマリウス
- ロザリオ・ドーソン - エレベーターの音声案内

## 製作
ライリー・ブーツが本作の脚本の執筆に取りかかったのは2011年のことであったが、映画化までには数年を要することになった。ブーツ自身、脚本が実際に映画化されることになるとは想定していなかったのだという。
2017年6月15日、ブーツ・ライリーの映画監督デビュー作にラキース・スタンフィールド、テッサ・トンプソン、スティーヴ・ユァンが起用されたと報じられた。21日、アーミー・ハマーがキャスト入りした。22日、ジャーメイン・フォーラーの出演が決まった。27日、オマリ・ハードウィックとテリー・クルーズが本作に出演するとの報道があった。7月26日、残りの主要キャストが発表された。

### 撮影
本作の主要撮影は2017年6月22日にオークランドで始まり、同年7月30日に終了した。

## 公開
2018年1月20日、本作はサンダンス映画祭でプレミア上映された。25日、アンナプルナ・ピクチャーズが本作の全米配給権を獲得したと報じられた。3月12日、本作はサウス・バイ・サウスウェストで上映された。当初、本作は2018年6月29日に全米公開される予定だったが、後に公開日は同年7月6日に延期されることになった。

## 興行収入
2018年7月6日、本作は全米16館で限定公開され、公開初週末に72万7266ドル（1館当たり4万5454ドル）を稼ぎ出し、週末興行収入ランキング初登場16位となった。13日、本作は全米805館で拡大公開され、週末に420万ドルを稼ぎ出し、週末興行収入ランキング7位となった。

## 評価
本作は批評家から絶賛されている。映画批評集積サイトのRotten Tomatoesには82件のレビューがあり、批評家支持率は94%、平均点は10点満点で7.8点となっている。サイト側による批評家の見解の要約は「大胆な野心が秘められており、痛烈な面白さもある。そして、完全にオリジナルな作品である。『ホワイト・ボイス』はブーツ・ライリー監督に映像作家としてのフレッシュな才能が到来していたことを高らかに宣言する作品である。」となっている。また、Metacriticには34件のレビューがあり、加重平均値は79/100となっている。